# Matthias Morgenroth
Matthias Morgenroth (* 1972) ist ein deutscher Journalist, evangelischer Theologe und Autor von Kinder- und Jugendliteratur sowie von Sachbüchern.

## Leben
Matthias Morgenroth wuchs in einem Pfarrhaus in dem Münchner Vorort Puchheim auf. Als Jugendlicher leitete er viele Kinder- und Jugendfreizeiten, außerdem Fortbildungen und Workshops. Nach dem Zivildienst in der Alten- und Krankenpflege studierte er in München zunächst Germanistik und anschließend evangelische Theologie. Thema seiner bei Hermann Timm erstellten Promotion 2002 war die Frage, wieso moderne Religiosität vor allem im Weihnachtsfestkreis ihren Ausdruck findet. Parallel zum Studium unterhielt er gemeinsam mit Freunden ein freies Theater, das „theater ex urbe“, mit dem er auch vielfach auf Tournee ging.
Schon während des Studiums begann er als Journalist zu arbeiten, zunächst bei der Süddeutschen Zeitung. Für das bayerische Sonntagsblatt verfasste und gestaltete er einige Jahre die Kinderbeilage „Sonntagskind“. Seit dem Ende des Studiums 2001 arbeitet er beim Bayerischen Rundfunk als Reporter und Redakteur mit den Schwerpunkten „Spiritualität und Lebenskunst“ und „Bayern“ für Hörfunk und Fernsehen. Daneben ist er im Redaktionsteam für „Publik-Forum-Extra, Zeitschrift für Spiritualität und Lebenskunst“. Regelmäßig hält er Vorträge und Workshops, u. a. als Dozent an der Friedrich-Alexander-Universität Erlangen am Lehrstuhl für Christliche Publizistik. Aus der wissenschaftlichen und journalistischen Arbeit entstehen immer wieder Sachbücher und Aufsätze.
Seit 2002 schreibt Matthias Morgenroth Kinder- und Jugendbücher, Fortsetzungsadventskalender und Bilderbücher. Regelmäßig geht er mit seinen Kinderbüchern auf Lesereise und liest auf Festivals, in Schulen und Bibliotheken. Er inszeniert auch szenische Lesungen für Theaterbühnen oder für den Rundfunk. Mit Freunden macht er Mittelalter- und Folkmusik, vor allem auf der Straße. Matthias Morgenroth lebt mit seiner Familie in München.

## Werke

### Kinder- und Jugendbücher
- Z wie Zorro. Mit Illustrationen von Astrid Henn. Coppenrath, Münster, 2019, ISBN 978-3-649-62880-4.
- I can see U. Coppenrath, Münster, 2019, ISBN 978-3-649-63190-3.

- Das Glück versteckt sich überall: Geschichten zur Erstkommunion. Illustrationen von Elli Bruder. Gabriel bei Thienemann-Esslinger Verlag, Stuttgart 2019, ISBN 978-3-522-30505-1.

- Kidnapping Oma. Illustrationen von Astrid Henn und Marloes de Vries. Coppenrath, Münster 2018, ISBN 978-3-649-62856-9.
- Fröhliche Weihnachten, Yara! Ein Poster-Adventskalender zum Vorlesen und Ausschneiden, Illustrationen von Manfred Tophoven. Verlag Ernst Kaufmann, Lahr 2017, ISBN 978-3-7806-0941-0.
- Freunde der Nacht. Illustrationen von Regina Kehn. Deutscher Taschenbuch Verlag, München 2015, ISBN 978-3-423-76116-1.
- Fröhliche Weihnachten, Yara! Eine Adventskalendergeschichte über Freundschaft und Toleranz. Illustrationen von Manfred Tophoven. Verlag Ernst Kaufmann, Lahr 2015, ISBN 978-3-7806-2982-1.
- Ein kleiner Ritter um halb vier. Illustrationen von Imke Stotz. Deutscher Taschenbuch Verlag, München 2013, ISBN 978-3-423-76083-6.
- Die schwarze Flöte. Ein Kinderkrimi in 13 Teilen. Erstsendung 2012 im Bayerischen Rundfunk.
- Floretta Ritterkind. Illustrationen von Sonja Bougeva. Deutscher Taschenbuch Verlag, München 2011, ISBN 978-3-423-76042-3.
- Der Sohn des Alchemisten – Ein Abenteuer auf dem Jakobsweg. Deutscher Taschenbuch Verlag, München 2011, ISBN 978-3-423-71438-9.
- Du und ich – Zusammen sind wir stark. Illustrationen von Bärbel Witzig. Verlag Ernst Kaufmann, Lahr 2011, ISBN 978-3-7806-2792-6.
- Franzi will jetzt endlich wachsen. Illustrationen von Martina Gollnick. Verlag Ernst Kaufmann, Lahr 2010, ISBN 978-3-7806-2762-9.
- Das Geheimnis der Weihnachtsuhr. Ein Adventskalender. Illustrationen von Anja Reichel. Verlag Ernst Kaufmann, Lahr 2010, ISBN 978-3-7806-0851-2.
- Die Adventsbande. Eine Adventskalender-Geschichte. Illustrationen von Anja Reichel. Verlag Erst Kaufmann, Lahr 2009, ISBN 978-3-7806-2742-1.
- Tims geheime Weihnachtswünsche. Eine Adventskalender-Geschichte zum Ausschneiden und Vorlesen. Illustrationen von Betina Gotzen-Beek. Verlag Ernst Kaufmann, Lahr 2008, ISBN 978-3-7806-0847-5.
- Adventsabenteuer mit Oma. Illustrationen von Betina Gotzen-Beek. Verlag Ernst Kaufmann, Lahr 2007, ISBN 978-3-7806-0842-0.
- Der Weihnachtsengel: ein Poster-Adventskalender zum Vorlesen und Ausschneiden Illustrationen von Anja Reichel. Verlag Ernst Kaufmann, Lahr 2006, ISBN 3-7806-0838-3.
- Die Adventsbande. Ein Adventskalender zum Vorlesen und Ausschneiden. Illustrationen von Anja Reichel. Verlag Ernst Kaufmann, Lahr 2005, ISBN 3-7806-0833-2.
- Sternenfänger in dunkler Nacht. Von biblischen Abenteurern. Kösel-Verlag, München 2005, ISBN 3-466-36697-6.
- Der Kirchturmspitzenschatz. Mit dem Sonntagskind durchs Jahr. Claudius, München 2002, ISBN 3-532-62284-X.

### Sachbücher
- Weihnachts-Christentum. Moderner Religiosität auf der Spur. Gütersloher Verlagshaus, Gütersloh 2002, ISBN 3-579-05195-4.
- mit Klaas Huizing, Christian Bendrath, Markus Buntfuß (Hrsg.): Kleine Transzendenzen. Festschrift für Hermann Timm zum 65. Geburtstag, Symbol – Mythos – Medien. Lit Verlag, Münster 2003, ISBN 3-8258-7010-3.
- Heiligabend-Religion. Kösel-Verlag, München 2003, ISBN 3-466-36636-4.
- Was glaubt Bayern? Weltanschauungen von A bis Z. Echter Verlag, Würzburg 2013, ISBN 978-3-429-03630-0.
- Jörg Zink. Eine Biographie. Gütersloher Verlagshaus, Gütersloh 2013, ISBN 978-3-579-06591-5.
- Anatomie des Handy-Menschen. Ein Seelen-Selfie.  Echter Verlag, Würzburg 2020, ISBN 978-3-429-05508-0.

## Auszeichnungen
- 2007: Andere Zeiten Journalistenpreis für: Heute schon gelebt? - Wenn der beschleunigten Gesellschaft die Luft ausgeht (Hörfunk-Feature), Bayern2Radio (Beitrag zum Thema 2007: Fasten)[1][2]
- 2016: Rattenfänger-Literaturpreis für Freunde der Nacht (mit Regina Kehn)
- 2017: Journalistenpreis Pro Ehrenamt - Hermann Wilhelm Thywissen-Preis des Rhein-Kreises Neuss für: Helfen. Eine Geschichte des Gutseins (Hörfunk-Feature), Bayern 2[3]
- 2019: Nominiert für die Kieler Lese-Sprotte für Z wie Zorro[4]

### theater ex urbe
- 1998: Stegener Kulturpreis (Regie) für die Inszenierung von Schnitzlers Reigen
- 2000: Nominierung für den Tassilo-Preis der Süddeutschen Zeitung